# Toshirō Daigo

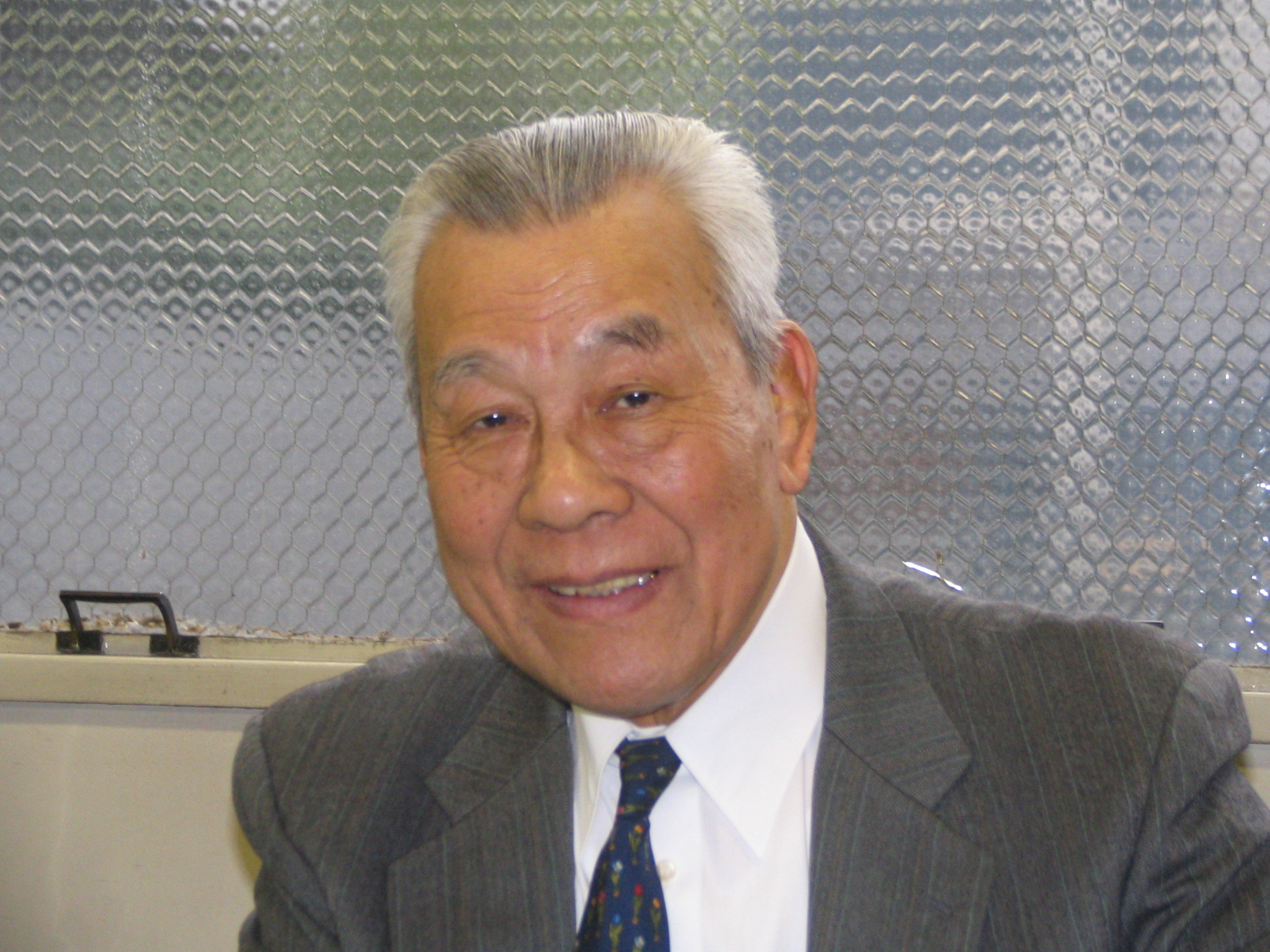
Toshirō Daigo 2006

Toshirō Daigo (japanisch 醍醐 敏郎, * 2. Januar 1926 in der Provinz Awa (Chiba); † 10. Oktober 2021 in Tokio) war ein japanischer Judoka und Trainer. Für seine herausragende Rolle in der Weiterentwicklung des Judosports wurde ihm 2006 der 10. Dan verliehen.

## Leben
Im Jahr 1947 schloss er seine Ausbildung ab und wurde Lehrer an der Uji Yamada Commercial Highschool. 1962 wurde er Judotrainer an der Metropolen-Polizeibehörde von Tokio (Keishi-chō) und 1968 Professor an der nationalen Polizeibehörde von Japan. Er starb am 10. Oktober 2021 an einer Lungenentzündung.

## Sportliche Karriere
Mit 13 Jahren begann er Judo zu praktizieren. Im Jahr 1940 trat Daigo der Kōdōkan-Schule bei und erhielt 1941 den 1. Dan. Ab 1948 begann er dort zu unterrichten. 1951, 1952 und 1954 gewann er die All Japan Judo Championships. Von 1979 bis 1989 war er Vorsitzender der All Japan Judo Federation. Im Jahr 1986 wurde er Leiter der Ausbildungs-Abteilung vom Kōdōkan. Durch diese Funktion wurde er bei den Olympischen Spielen in Montreal 1976 und in Los Angeles 1984 Cheftrainer der japanischen Delegationen. Am 8. Januar 2006 wurde ihm der 10. Dan, die höchste Auszeichnung im Judo, verliehen. Durch seine intensive und lange Arbeit beim Kōdōkan wurde er auch Mr Kodokan genannt. Er verfasste ein umfassendes Werk zu den Grundprinzipien der Kōdōkan-Wurftechniken, welches unter dem Namen Wurftechniken des Kodokan Judo auch ins Deutsche übersetzt wurde.